# Elateroides lugubris
Elateroides lugubris är en skalbaggsart som först beskrevs av Thomas Say 1835.  Elateroides lugubris ingår i släktet Elateroides och familjen varvsflugor. Inga underarter finns listade i Catalogue of Life.